# كايل سينجر
كايل سينجر (بالإنجليزية: Kyle Singer)‏ هو لاعب كرة قدم أمريكي، ولد في 6 أغسطس 1980. لعب مع خيالة فرجينيا ‏.